# Accidentul de iradiere Nionoksa
Accidentul de iradiere Nionoksa (explozia de la Arhangelsk sau explozia de la Nionoksa) s-a produs la 8 august 2019 în apropiere de Nionoksa, un sat sub jurisdicția administrativă a Severodvinsk, Oblastul Arhangelsk, Federația Rusă. Cinci specialiști militari și civili au fost uciși și trei (sau șase, în funcție de sursă) au fost răniți.

## Cauza
Conform versiunii prezentate de oficialii ruși, aceasta a fost rezultatul unui test eșuat al unei „surse radioizotopice de putere pentru un motor de rachetă cu combustibil lichid”. Această afirmație combinată cu imaginile din satelit au condus la ipoteza (neconfirmată) că accidentul ar fi rezultat ca urmare a unui test eșuat de rachetă de croazieră cu propulsie nucleară Burevestnik. Cu toate acestea, unii experți au contestat afirmațiile colegilor lor. Analiza NORSAR asupra datelor seismice și a infrasunetelor confirmă două evenimente separate de natură explozivă în apropiere de Arhangelsk. Primul dintre acestea a fost înregistrat pe 8 august la ora 06:00 UTC (ora locală 09:00). Semnalele de infrasunet înregistrate la Bardufoss (Troms, Norvegia) indică faptul că cel de-al doilea eveniment a avut loc aproximativ două ore mai târziu. Explozia a avut loc undeva aproape de suprafața Pământului, fie pe sol, fie pe apă. Aproximativ două ore mai târziu, la ora 11 a.m., un senzor conceput diferit (pentru a prelua infrasunetele sau sunetele cu frecvență joasă) a înregistrat un alt eveniment acustic diferit.

## Urmări
În urma exploziei, trei dintre victime au fost tratate la Centrul Medical Semashko din Arhangelsk, beneficiind de expertiză în tratarea efectelor expunerii la radiații ionizante. Alte trei au fost duse la Spitalul Clinic Regional Arhangelsk, ajungând pe 8 august, la 4:35 p.m., unde personalul spitalului nu a fost avertizat cu privire la expunerea la radiații. Mai mulți angajați ai Spitalului Regional Arhangelsk au fost transportați mai târziu la Moscova pentru testarea cu privire la expunerea la surse de radiații. Un medic a fost testat pozitiv pentru 137Cs, deși nivelurile rămân necunoscute, deoarece personalul medical implicat a fost obligat să semneze acorduri de confidențialitate. Conform declarației unui angajat din sistemul sanitar, două victime au decedat în timpul transportului de la Arhangelsk la Moscova ca urmare a iradierii acute.

### Nivelul de radiații
Se presupune că nivelul de radiație de fond au atins valori de 4-16 ori mai decât cele normale în Severodvinsk, la 47 km spre est, ajungând la 1,78 microsievert pe oră la scurt timp după explozie. Administrația din Severodvinsk a raportat niveluri ridicate de radiații timp de 40 de minute, ceea ce a dus la o cerere ridicată de iod de uz medical. În zilele următoare evenimentului, mai multe stații de monitorizare din Rusia au încetat să mai trimită date către Organizația Tratatului de Interzicere a Testelor Nucleare, o rețea de date pentru monitorizarea nivelului radiațiilor formată din 80 de stații din întreaga lume.

### Evacuarea populației
Potrivit presei locale, s-a anunțat că aproximativ 450 de locuitori ai satului Nionoksa trebuiau evacuați cu trenul pe 14 august, dar această evacuare ar fi fost anulată. Potrivit publicației The Moscow Times care citează RIA Novosti, locuitorii din Nionoksa vor fi evacuați în fiecare lună cu un tren special timp de două ore (miercuri dimineața devreme) pentru realizarea de activități militare planificate în oraș; în conformitate cu un sătean, evacuarea temporară are loc deja: toată lumea este luată din sat cam o dată pe lună, chiar dacă unii au rămas în urmă. Dar acum, după ultimele evenimente, cred că toată lumea va pleca. Guvernatorul regiunii Arkhangelsk (Igor Orlov) a negat că evacuarea a fost o urgență, spunând că este o măsură de rutină, deja „planificată”.

## Reacții
- Rusia: Deși inițial negată, implicarea materialelor radioactive în accident a fost ulterior confirmată de oficialii ruși.[22] La 13 august, autoritățile au inițiat evacuarea satului Nionoksa.[23] Pe 14 august evacuarea a fost anulată.[24]
- Norvegia: Norvegia a detectat iod radioactiv în apropierea graniței sale cu estul Rusiei, la câteva zile după accident.[25]
- SUA: La 12 august, un tweet al președintelui american Donald Trump a  sugerat că accidentul a fost un test eșuat la Burevestnik. În tweet, Burevestnik a fost menționat prin numele său de cod de raportare NATO „Skyfall”.[26]